# Trey Lance
Trey Aubrey Lance (Marshall, 9 maggio 2000) è un giocatore di football americano statunitense che milita nel ruolo di quarterback per i Los Angeles Chargers della National Football League (NFL).

## Carriera universitaria
Nella sua prima stagione nel college football nel 2018, Lance disputò solamente due partite, nessuna delle quali come titolare. L'anno seguente disputò come titolare tutte le 16 partite, vincendo il Walter Payton Award e il Jerry Rice Award, oltre che venire premiato come miglior giocatore della finale della NCAA Division I vinta dai suoi Bison. In quell'annata stabilì un record NCAA per il maggior numero di passaggi tentati senza subire alcun intercetto (287).
Nel 2020 la stagione autunnale dei Bison fu cancellata a causa della Pandemia di COVID-19 e Lance disputò una sola partita al di fuori della conference. La squadra programmava una stagione primaverile ma Lance rinunciò agli ultimi due anni di eleggibilità per passare professionista.

## Carriera professionistica

### San Francisco 49ers
Lance era pronosticato dagli analisti come una tra le prime dieci scelte del primo giro nel Draft NFL 2021. Il 29 aprile venne scelto come terzo assoluto dai San Francisco 49ers. Per l'inizio della stagione regolare la squadra scelse come titolare il veterano Jimmy Garoppolo ma Lance gli subentrò temporaneamente già nella prima partita, lanciando un touchdown al primo passaggio tentato in carriera. Fu il primo giocatore a fare ciò da Tim Tebow nel 2010. Nella settimana 5 contro gli Arizona Cardinals disputò la prima gara come titolare completando 15 passaggi su 29 per 192 yard, 89 yard corse e un intercetto subito nella sconfitta. Dopo la partita fu annunciato un suo infortunio al ginocchio che lo tolse dai campi di gioco nelle gare successive. La sua stagione regolare si chiuse con 6 presenze, di cui 2 come titolare, con 5 touchdown e 2 intercetti.
All'inizio della stagione 2022 Lance fu nominato quarterback titolare dei 49ers ma, dopo una sconfitta con i Chicago Bears nel primo turno, all'inizio della partita della settimana 2 contro i Seattle Seahawks si fratturò una caviglia, chiudendo la sua annata.
Tornato disponibile, il 23 agosto 2023 fu annunciato che Lance sarebbe partito come terzo quarterback nelle gerarchie della squadra dietro al titolare Brock Purdy e al nuovo acquisto Sam Darnold.

### Dallas Cowboys
Il 25 agosto 2023 Lance fu scambiato con i Dallas Cowboys per una scelta del quarto giro del Draft 2024. Disputò la prima gara come titolare per la squadra nell'ultimo turno della stagione 2024 completando 20 passaggi su 34 per 244 yard nella sconfitta in rimonta contro i Washington Commanders.

### Los Angeles Chargers
Il 4 aprile 2025 Lance firmò un contratto annuale del valore di 6 milioni di dollari con i Los Angeles Chargers.